# Kedi (film, 2016)
Pour les articles homonymes, voir Kedi.
Pour plus de détails, voir Fiche technique et Distribution.
Kedi (littéralement « chat » en turc), sous-titré Des chats et des hommes, est un documentaire turc sur les chats de gouttière d'Istanbul, réalisé par Ceyda Torun, sorti en 2016.

## Synopsis
Le documentaire montre Istanbul à travers les yeux de sept chats de gouttière, :
- Sarı (« jaune » en turc), surnommée l'arnaqueuse, est une chatte tabby rousse et blanche qui vit à la base de la Tour de Galata ;
- Bengü (« infini » en turc), surnommée la Tombeuse, est une chatte brown tabby qui vit dans le quartier de Karaköy ;
- Aslan Parçası (« part du lion » en turc), surnommé le chasseur, est un chat noir et blanc qui vit dans le quartier de Kandilli ;
- Psikopat (« psychopathe » en turc), surnommée la psychopathe, est une chatte noire et blanche qui vit dans le quartier de Samatya ;
- Deniz (« mer » en turc), surnommé le mondain, est un chat brown tabby et blanc qui vit dans le marché de Feriköy ;
- Gamsız (« sans-souci » en turc), surnommé le joueur, est un chat noir et blanc qui vit dans le quartier de Cihangir ;
- Duman (« fumée » en turc), surnommé le gentleman, est un chat gris et blanc qui vit dans le quartier de Nişantaşı.

## Fiche technique
- Titre original : Kedi
- Titre français : Kedi : Des chats et des hommes
- Titre alternatif : Neuf vies : Chats à Istanbul
- Titres anglais internationaux : Cat ou Nine Lives: Cats in Istanbul
- Réalisation : Ceyda Torun
- Photographie : Charlie Wuppermann et Alp Korfalı
- Montage : Mo Stoebe
- Son : Burcin Aktan et Ilkin Kitapçı
- Musique : Kira Fontana
- Production : Ceyda Torun et Charlie Wuppermann
  - Producteurs exécutifs : Thomas Podstawski et Gregor Kewel
  - Producteurs associés : Ilan Arboleda et John Keith Wasson
- Sociétés de production : Termite Films et PK Film Investment
- Société de distribution : Oscilloscope (États-Unis) et Epicentre Films
- Pays d'origine :  Turquie,  États-Unis
- Langue originale : turc
- Genre : documentaire
- Durée : 79 minutes
- Dates de sortie :
  - Turquie : 21 février 2016
  - États-Unis : 6 mars 2016
  - Australie : 3 août 2016
  - Canada : 1er octobre 2016
  - Singapour : 11 janvier 2017
  - Finlande : 23 janvier 2017
  - Suède : 29 janvier 2017
  - France : 27 décembre 2017

## Autour du film
En France, la distribution du film s'est associée avec la Fondation 30 millions d'amis. Une part du prix du ticket est reversé à l'association pour aider les organismes stambouliotes à identifier et stériliser leurs chats de gouttière.